# Wouter Beke
Pour les articles homonymes, voir Beke.
Wouter Beke, né le 9 août 1974 à Lommel, est un homme politique belge flamand, membre de CD&V, dont il devient en 2010 le président à la suite de la démission de Marianne Thyssen, sa mission prend fin le 6 décembre 2019 avec l’élection à la présidence de parti de Joachim Coens. Il est élu député européen en 2024.
Il est docteur en sciences sociales et licencié en sciences politiques (KUL). Il est titulaire d'un diplôme spécial de droit social (VUB). Il fut chercheur scientifique à la KUL.[réf. nécessaire]

## Fonctions politiques
- 2001- : conseiller communal à Bourg-Léopold
- 2003- : vice-président national du CD&V
- 2004-2006 : échevin à Bourg-Léopold
- 22 juillet 2004-2014 : sénateur élu directement
- 2007-2012 : premier échevin Bourg-Léopold
- 2013- : bourgmestre de Bourg-Léopold
- 2007- : membre du Conseil de police (Kempenland)
- 21 mars - 15 mai 2008 : président ad interim du CD&V
- 23 juin 2010 - 22 décembre 2010 : président ad interim du CD&V
- 22 décembre 2010 - 8 octobre 2019 : président du CD&V
- 19 juin 2014 - 17 octobre 2019 : député fédéral
- 2 juillet 2019 - 2 octobre 2019 : ministre de l'Emploi, de l'Économie et des Consommateurs, chargé du Commerce extérieur, de la Lutte contre la pauvreté, de l'Égalité des chances et des Personnes handicapées

- 2 octobre 2019 - 18 mai 2022 :  Ministre flamand du Bien-être, de la Santé publique, de la Famille et de la Lutte contre la pauvreté

## Décorations
- Commandeur de l'ordre de Léopold (1er septembre 2024)[2] ;
  - officier le 23 juin 2019[3]
  - chevalier le 6 juin 2010[4]